# Ramoń
Ramoń – osiedle typu miejskiego w Rosji, w obwodzie woroneskim. W 2010 roku liczyło 8354 mieszkańców.